# Xingshugang (köpinghuvudort i Kina, Heilongjiang Sheng, lat 46,32, long 124,89)
Xingshugang (kinesiska: 杏树岗, 杏树岗镇) är en köpinghuvudort i Kina. Den ligger i provinsen Heilongjiang, i den nordöstra delen av landet, omkring 150 kilometer nordväst om provinshuvudstaden Harbin. Antalet invånare är 37 523. Befolkningen består av 18 276 kvinnor och 19 247 män. Barn under 15 år utgör 14,0 %, vuxna 15-64 år 80 %, och äldre över 65 år 5,0 %.
Runt Xingshugang är det ganska tätbefolkat, med 124 invånare per kvadratkilometer. Närmaste större samhälle är Honggang, 9,1 km norr om Xingshugang. Trakten runt Xingshugang består i huvudsak av gräsmarker.
Genomsnittlig årsnederbörd är 717 millimeter. Den regnigaste månaden är juli, med i genomsnitt 204 mm nederbörd, och den torraste är januari, med 5 mm nederbörd.